# Dmitri von Susdal

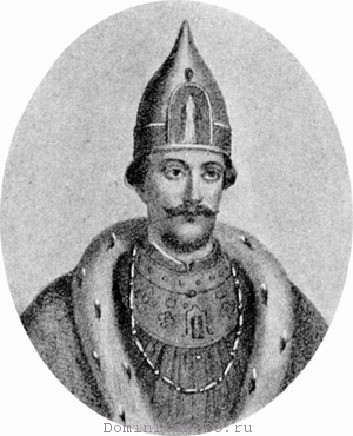
Dmitri von Susdal

Dmitri von Susdal, auch Dmitri Konstantinowitsch (russisch Дми́трий Константи́нович Су́здальский) (* 1324; † 5. Juli 1383 in Nischni Nowgorod) („der Einäugige“), war Fürst von Susdal und Nischni Nowgorod.

## Leben
Dmitri von Susdal dominierte die Politik Russlands während der Minderjährigkeit seines späteren Schwiegersohnes Dmitri Donskoi. Die berühmte Familie Schuiski besteht aus Nachkommen seines Sohnes Wassili Kirdjapa.
Als ältester Nachfahre von Wsewolod III. Jurjewitsch und ebenso Jaroslaw II. von Wladimir (Dmitri war ein Urenkel des dritten Sohnes von Jaroslaw II., Andrei) erbte er Susdal im Jahr 1359 und Nischni Nowgorod 1365. Seine Politik gegenüber den Tataren war meist vermittelnd, da die östlichen Teile seines Reiches stetig ihren Angriffen ausgesetzt waren. Nach einer Rivalität mit Dmitri von Moskau wurde er vom Khan der Goldenen Horde im Jahre 1360 als Großfürst von Wladimir eingesetzt. Zur Zeit seiner Regierung hatte er regelmäßige Auseinandersetzungen mit der Republik Nowgorod. Hauptthema war dabei oft die Zahl der Überfälle von nowgorodschen Piraten auf seine Hauptstadt und die tartarischen Handelsmärkte entlang der Wolga.
Drei Jahre später wurde er abgesetzt und war gezwungen, Frieden mit Dmitri zu schließen, indem er seine Tochter Eudoxia mit ihm verheiratete. Nach der Zusammenführung seiner Armee mit der Dmitris führte er einen vereinigten Angriff auf die Wolgabulgaren und Mordwinien an. Im Jahr 1377 schlugen die vereinten Armeen die Tartaren auf dem Fluss Pjana, da diese (so erzählt ein Chronist) schlicht zu betrunken waren um zu kämpfen. Wie auch immer, Dmitri Konstantinowitsch ergriff später Partei für die Seite Khan Toktamischs, als dieser Moskau erobern wollte, und sendete seine Söhne zum Dienst in die tartarische Armee.

## Familie
- Wassilissa von Rostow, verheiratet
- Wassili Kirdjapa (* um 1350; † 1403), Fürst von Susdal. Ein Nachfahre in 6. Generation ist Wassili IV., Zar von Russland
- Simeon († 1402), Fürst von Susdal. Ein Nachfahre in 8. Generation ist Michael I. Romanow, Zar von Russland
- Eudoxia († 1407), verheiratet mit Dmitri Donskoi, Großfürst von Moskau